# Vammalan Lentopallo
Il Vammalan Lentopallo (VaLePa) è una società pallavolistica maschile finlandese, con sede a Sastamala: milita nel campionato finlandese di Lentopallon Mestaruusliiga.

## Rosa 2018-2019
| N° | Nome                   | Ruolo | Data di nascita  | Nazionalità sportiva |
| -- | ---------------------- | ----- | ---------------- | -------------------- |
| 1  | Alan Domingos          | L     | 15 febbraio 1980 | Brasile              |
| 2  | Urpo Sivula            | S/O   | 15 marzo 1988    | Finlandia            |
| 3  | Daniel Jansen VanDoorn | C     | 21 marzo 1990    | Canada               |
| 4  | Arvis Greene           | O     | 1º agosto 1995   | Stati Uniti          |
| 5  | Markus Kaurto          | C     | 31 agosto 1993   | Finlandia            |
| 6  | Erik Sundberg          | S     | 19 febbraio 1992 | Svezia               |
| 7  | Mikko Esko             | P     | 3 settembre 1978 | Finlandia            |
| 8  | Tommi Siirilä          | C     | 8 maggio 1993    | Finlandia            |
| 9  | Arttu Lehtimäki        | P     | 30 gennaio 1996  | Finlandia            |
| 10 | Mikko Karjarinta       | C     | 22 luglio 1999   | Finlandia            |
| 11 | Aaro Nikula            | O     | 23 marzo 1999    | Finlandia            |
| 13 | Olli Kunnari           | S     | 2 febbraio 1982  | Finlandia            |
| 14 | Ilari Toimela          | S     | 27 febbraio 1998 | Finlandia            |
| 15 | Rami Rekomaa           | C     | 11 maggio 1997   | Finlandia            |
| 16 | Niko Suihkonen         | S     | 11 aprile 1999   | Finlandia            |

## Palmarès
- Campionato finlandese: 8

2011-12, 2013-14, 2016-17, 2017-18, 2018-19, 2020-21, 2021-22, 2022-23
- Coppa di Finlandia: 7

2012, 2016, 2017, 2018, 2019, 2020, 2022